# Lärchen-Goldeule
Die Lärchen-Goldeule (Syngrapha ain) ist ein Schmetterling (Nachtfalter) aus der Familie der Eulenfalter (Noctuidae).

## Merkmale

### Falter
Die Lärchen-Goldeule ist ein mittelgroßer Falter mit einer Flügelspannweite von 34 bis 40 Millimetern. Die Vorderflügel sind in verschiedenen Grau- und Brauntönen gefärbt, haben einige markante Linien und besitzen – wie bei vielen Arten der Unterfamilie Plusiinae – eine charakteristische Zeichnung auf den Vorderflügeln, etwa in Form des Gamma aus dem griechischen Alphabet, das silberweiß gefärbt ist. Dadurch ähnelt die Art der Gamma-Eule (Autographa gamma) sowie der Heidelbeer-Silbereule (Syngrapha interrogationis). In Ruhestellung, d. h. bei dachförmig zusammengeklappten Flügeln, sind die Falter nur schwer voneinander zu unterscheiden. Eindeutiges Unterscheidungsmerkmal sind jedoch die gelben Hinterflügel mit bräunlichem Außensaum bei der Lärchen-Goldeule. Drei weitere ähnliche Arten, die ebenfalls gelbe Hinterflügel und vergleichbare Zeichnungen besitzen, sind Hochenwarths Goldeule (Syngrapha hochenwarthi), Syngrapha devergens sowie die Moor-Goldeule (Syngrapha microgamma). Diese Arten sind jedoch kleiner (22 bis 30 Millimeter Flügelspannweite) und dadurch gut von der Lärchen-Goldeule zu unterscheiden. Am Kopf der Falter befindet sich ein dichtes Haarbüschel. Der Körper ist pelzig behaart und besitzt weitere kleinere Haarbüschel. Der Rüssel ist gut ausgebildet.

### Ei
Das Ei ist stumpf kegelförmig und von gelblich weißer Farbe.

### Raupe
Die Raupen sind von grüner Farbe. Sie haben eine doppelte Rückenlinie und eine Nebenrückenlinie, die alle gelblich weiß gefärbt sind. Außerdem besitzen sie breite, weißgelbe Seitenstreifen, die nach oben dunkelgrün begrenzt sind. Die gelblichen Stigmen sind dunkel eingefasst.

### Puppe
Die Puppe ist dunkelbraun. Der Kremaster ist breit, runzelig und hat seitlich zwei kürzere sowie zwei mittlere, längere Hakenborsten.

## Ähnliche Arten
- Gamma-Eule (Autographa gamma)
- Heidelbeer-Silbereule (Syngrapha interrogationis)
- Moor-Goldeule (Syngrapha microgamma)
- Syngrapha devergens
- Hochenwarths Goldeule (Syngrapha hochenwarthi)

## Geographische Verbreitung und Lebensraum
Die Lärchen-Goldeule kommt in Europa bevorzugt in bergigen Gegenden vor, so zum Beispiel in der Tatra, dem Riesengebirge und den Alpen, wo sie bis zu einer Höhe von 2200 Metern anzutreffen ist. Lichte Wälder mit Lärchenbestand sind ihr Hauptvorkommensgebiet.

## Lebensweise
Die Lärchen-Goldeule fliegt sowohl am Tag, als auch in der Nacht. Die Weibchen legen die Eier an Lärchen (Larix) ab, aus denen im Herbst die Raupen schlüpfen und sich von den nadelförmigen Blättern der Lärchen ernähren. Sie überwintern und verpuppen sich überwiegend im Mai des folgenden Jahres in einem bräunlichen Gespinst. Die Falter fliegen im Juli und August.

## Gefährdung
In Deutschland kommt die Art in Bayern und Sachsen vor. In der Roten Liste Sachsen wird sie in der Kategorie 1 als vom Aussterben bedroht geführt, in Bayern in der Kategorie 3 (gefährdet). Die Rote Liste Deutschland führt die Art als extrem selten in der Kategorie R.